# David Beatty
David Beatty, I conte Beatty (Stapeley, 17 gennaio 1871 – Londra, 12 marzo 1936), è stato un ammiraglio britannico.
Dopo una brillante carriera cominciata in giovane età, comandò gli incrociatori da battaglia britannici nella battaglia dello Jutland, la più grande battaglia navale della prima guerra mondiale, conclusasi con una vittoria tattica tedesca ma con una vittoria strategica della Royal Navy. Dopo lo scontro venne accusato di essere stato troppo temerario nel comando, in contrasto con la prudenza del suo superiore, Ammiraglio Jellicoe. Successivamente prese il posto di Jellicoe come Commendatore in Capo della Grand Fleet, riuscendo ad ottenere la resa della Hochseeflotte tedesca nel 1918. Negli anni venti servì per un lungo periodo come Primo lord del mare, ovvero come capo della Royal Navy.

## Biografia

### Famiglia e primi anni
Beatty nacque a Howbeck Lodge nella parrocchia di Stapeley, nel Cheshire, il 17 gennaio 1871. Egli era il secondo di cinque figli del capitano David Longfield Beatty e di Katherine (o Katrine) Edith Sadleir, entrambi irlandesi: David Longfield fu per qualche tempo ufficiale nel Queen's Royal Hussars dove aveva conosciuto Katrine, già moglie di un altro ufficiale.
Katrine aveva capelli biondi ed occhi azzurri, soffici labbra e soprattutto un'aria di comando. Il padre di Beatty era alto 1,93 m, capelli scuri con grandi mani e piedi. Sia David che suo fratello maggiore Charles erano al contrario piuttosto bassi (1,65 m) con mani e piedi piccoli. Charles era biondo ed aveva preso i lineamenti di sua madre, mentre David assomigliava molto più a suo padre. Dopo che la storia d'amore di David Longfield e Katrine divenne nota al pubblico, il padre di David Longfield, David Vandeleur Beatty (1815–1881), dispose che il figlio fosse assegnato in India nella speranza che la relazione scandalosa avesse così fine. David Longfield diede le dimissioni dal suo reggimento i 21 novembre 1865, col rango onorario di capitano. Prese residenza con Katrine nel Cheshire e nel 1869 vendette la propria commissione come ufficiale. David Longfield non fu in grado di sposare Katrine sino a quando ella non ottenne il divorzio dal marito, ovvero il 21 febbraio 1871, dopo la nascita di due figli. Il certificato di battesimo di Beatty riporta il cognome della madre come Beatty, ma il matrimonio dei suoi genitori si era tenuto in gran segreto nella St Michael's Church di Liverpool.
La prima educazione di Beatty si concentrò sull'equitazione, sulla caccia e sull'imparare le buone maniere. Beatty ebbe una stretta relazione con suo fratello maggiore Charles, che divenne suo alleato contro l'oppressione di suo padre. I due rimasero amici per tutta la vita. Beatty scrisse una volta alla moglie a proposito di Charles dopo la morte di questi: abbiamo vissuto insieme, abbiamo giocato insieme, cavalcato insieme, combattuto insieme. I suoi fratelli successivamente entreranno tutti nel British Army, ma il giovane David iniziò un proprio interesse nel mondo marittimo ed espresse il desiderio di entrare nella Royal Navy. Nel 1881 il nonno di Beatty morì e David Longfield ottenne in eredità la villa settecentesca di 'Borodale', appena fuori Enniscorthy, nella Contea di Wexford. Dopo essersi ritirato dall'esercito, David Longfield cercò di guadagnare allevando ed allenando cavalli dapprima nel Cheshire e poi a 'The Mount', presso rugby. Dopo la morte di sua moglie, David Longfield tornò in Irlanda abbandonando ogni lavoro e vivendo delle rendite della moglie.
Nel 1882 il giovane Beatty entrò nella Burney's Naval Academy a Gosport ed iniziò da li la sua carriera in marina.

### Carriera iniziale
Beatty si unì alla Royal Navy nel gennaio 1884 come cadetto sulla nave scuola HMS Britannia come decimo su 99 candidati. Durante i due anni sulla Britannia, ancorata a Dartmouth, fu pichciato tre volte per varie infrazioni. Nel 1885 passò oltre la Britannia come diciottesimo su 33 cadetti rimasti. Le lettere di Beatty spedite a casa non fanno cenno alle pessime condizioni di vita sulla Britannia e generalmente era considerato un estroverso, addirittura aggressivo, e risentiva della stretta disciplina. Comunque capiva fino a dove poteva spingersi nella trasgressione senza ricevere serie conseguenze, un approccio che lo seguì in tutta la carriera.
Nel gennaio 1886 Beatty ricevette l'ordine di unirsi alla flotta di stanza in Cina, ma l'assegnazione non piacque alla madre, che scrisse a Lord Charles Beresford, allora un ufficiale della marina, membro del parlamento ed amico personale, perché usasse la sua influenza per ottenere qualcosa di migliore. Beatty fu quindi assegnato nel febbraio 1886 alla HMS Alexandra, la nave ammiraglia dell'ammiraglio Alfred, duca di Edimburgo, secondo figlio della regina Vittoria, che era il comandante in capo della squadra del Mediterraneo. Questa si rivelò un'eccellente opportunità sociale per Beatty, che instaurò una durovele amicizia con la figlia maggiore del duca, Maria, e con altri membri della corte. L'Alexandra era sia dotata di motore a vapore che di completo armo velico, con una corazzatura in ferro e una batteria mista di cannoni rigati da 281 e 252 mm. La vita nella Mediterranean fleet era molto più facile che quella da cadetto, con visite nei porti amici in tutto il Mediterraneo, ma Beatty era interessato a lavorare diligentemente verso gli esami, che avrebbero deciso la sua anzianità e future possibilità di promozione. Beatty fu promosso guardiamarina il 15 maggio 1886 e assegnato al tenente Stanley Colville con compiti di vedetta. Colville sarebbe stato poi importante per la sua futura carriera.
Beatty lasciò la HMS Alexandra nel marzo 1889 e fu mandato nel luglio dello stesso anno sull'incrociatore HMS Warspite per alcune manovre, prima di unirsi alla corvetta a vela HMS Ruby nel settembre 1889, sulla quale fu promosso sottotenente il 14 maggio 1890. In seguito seguì alcuni corsi al Royal Naval College di Greenwich, durante i quali fu distratto dalla carriera navale dai piaceri di Londra. Beatty passo l'esame di Siluri con un risultato di prima classe, ma passò gli esami di Marineria, Artiglieria e Pilotaggio solo con voti di seconda fascia e addirittura di terza in Navigazione. Una biografia riporta che "la sua cabina a Greenwich era piena di fotografie di attrici, alcune delle quali firmate nella maniera più affetuosa". Dopo aver frequantato la scuola di artiglieria HMS Excellent, Nel luglio 1891 fu imbarcato su una torpediniera e dal 19 gennaio 1892 partecipò ad un dispiegamento della HMS Nile.
Nel luglio 1892 Beatty si unì allo yacht reale Victoria and Albert mentre la regina Vittoria era in vacanza nel Mediterraneo. Vittoria era in lutto per il nipote, Albert, duca di Clarence, che era morto nel gennaio 1892. Il 25 agosto dello stesso anno Beatty fu promosso tenente di vascello e nell'agosto dello stesso anno fu riunito alla HMS Ruby e poi trasferito nel settembre 1893 sulla nave da battaglia HMS Camperdown (che era da poco stata parte dell'incidente in cui aveva speronato ed affondato la corazzata HMS Victoria). Nel settembre 1895 fu trasferito sulla corazzata HMS Trafalgar.

### Campagna del Sudan
Beatty guadagnò attenzioni durante la guerra mahdista per le sue azioni nella campagna per riconquistare il Sudan. Stanley Colville fu posto in comando delle cannoniere della spedizione britannica in Egitto e come comandante di Beatty sulla HMS Trafalgar e superiore sulla HMS Alexandra richiese che questo si unisse a lui. Il controllo del Nilo era considerato fondamentale per qualsiasi spedizione attraverso l'Egitto e il Sudan. Beatty fu assegnato al governo egiziano il 3 giugno 1896 e nominato comandante in seconda della flottiglia fluviale. Colville fu ferito durante l'operazione, lasciando il comando delle cannoniere a Beatty per il riuscito attacco a Dongola. La campagna si fermò a Dongola per raggruppare le truppe e Beatty ritornò in Inghilterra in licenza. Kitchener si complimentò con lui per la sua parte nella campagna e come risultato ricevette il Distinguished Service Order.

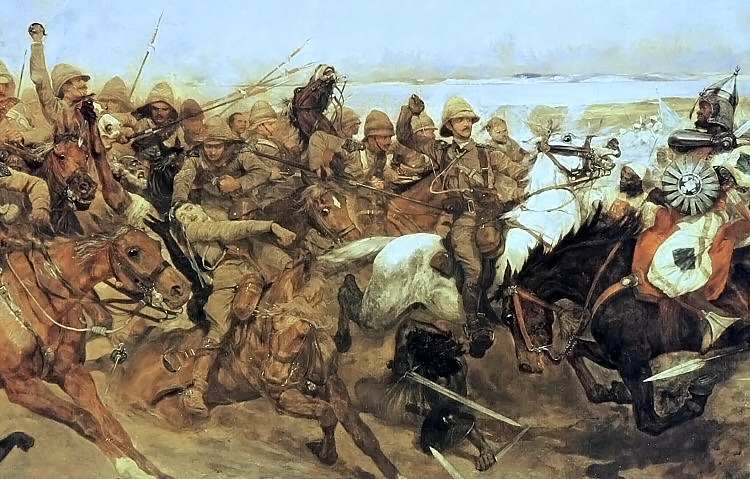
Carica del XXI Lancieri durante la battaglia di Omdurman (dettaglio). 1898. olio su tela di Richard Caton Woodville.

Beatty fu nuovamente assegnato al governo egiziano per la fase successiva della campagna. Questa era ora una richiesta specifica di Lord Kitchener, per la spedizione di Khartoum. Beatty comandò inizialmente la cannoniera El Teb ma questa si ribaltò nel tentativo di passare la quarta cateratta. Beatty allora prese il comando della cannoniera Fateh tra l'ottobre 1897 e l'agosto 1898. Le cannoniere spesso erano in azione avanzando lungo il Nilo davanti all'armata e videro azione nella battaglia di Omdurman, dove Beatty fece la conoscenza di Winston Churchill, che era diventato un ufficiale di cavalleria nel reggimento del padre di Beatty, il 4° Ussari, e lì aveva conosciuto la storia della famiglia. In poche ore 10 000 dervisci furono uccisi dal fuoco di fucili e mitragliatrici senza che nessuno riuscisse ad arrivare a meno di 50 metri dalle forze britanniche. La battaglia segnò la fine della resistenza alle forze britanniche, ma le cannoniere furono ancora utilizzate per trasportare truppe fino a Fascioda, 640 km a sud lungo il Nilo bianco, dove un drappello di truppe francesi era difficoltosamente arrivato via terra e reclamava l'area. Nonostante la crisi diplomatica, i Francesi furono convinti a ritirarsi senza incidenti. Kitchener si complimentò con Beatty per i suoi sforzi nella campagna e come risultato il 15 novembre 1898 fu promosso capitano di fregata, davanti a 400 altri tenenti.

### Rivolta dei Boxer
Beatty fu nominato comandante in seconda della piccola nave da battaglia HMS Barfleur, ammiraglia della China Station, il 20 aprile 1899. Il primo anno del suo turno di servizio non vide molti eventi, ma il malcontento verso gli stranieri stava crescendo in Cina. Il movimento dei Boxer era una società segreta di contadini che voleva resistere all'oppressione degli stranieri e del governo cinese. L'imperatrice vedova Cixi parzialmente incoraggiò l'opposizione dei Boxer in modo da spostare l'attenzione lontano da lei. Il nome boxer era derivato da esercizi rituali che rendevano secondo la credenza immuniai proiettili e che assomigliavano alla boxe.

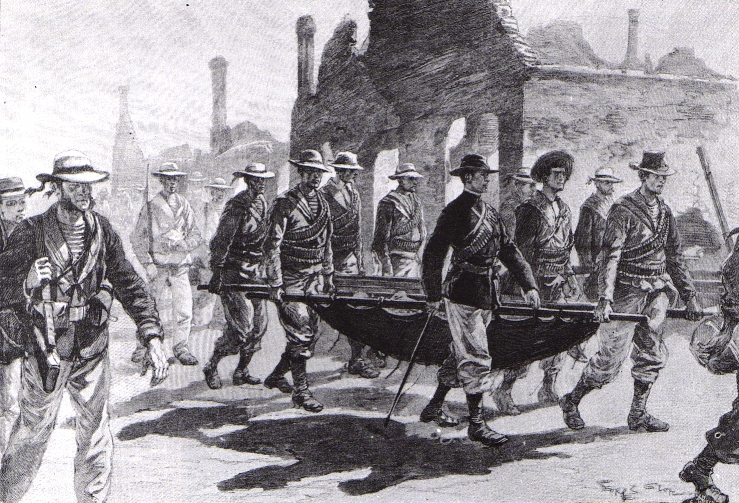
L'ammiraglio Seymour di ritorno a Tiensin con i feriti

Nell'estate del 1900 la ribellione raggiunse Pechino, dove la legazione tedesca fu attaccata e tutti gli stranieri si ritirarono nel quartiere delle legazioni. Le truppe del governo si unirono ai ribelli e la ferrovia per il porto di Tiensin fu interrotta. L'ammiraglio Sir Edward Seymour, comandante in capo della China Station, mandò rinforzi a Pechino, ma erano insufficienti per proteggere la legazione. Fu quindi fatto un tentativo di mandare altre truppe da Tientsin, dove le navi inglesi erano state raggiunte da altre francesi, tedesche, russe, americane, austriache, italiane e giapponesi. La brigata navale internazionale di fanti di marina fu posta sotto al comando dell'ufficiale più anziano, che era Seymour. Dopo una chiamata urgente dalla legazione, Seymour partì il 10 giugno 1900 con 2000 soldati per cercare di entrare a Pechino in quella che sarà ricordata come la Spedizione Seymour. La brigata arrivò a metà strada prima di abbandonare l'impresa a causa della linea ferroviaria che era stata distrutta. In quel momento i ribelli avevano già iniziato a distruggere la ferrovia anche alle spalle della brigata, tagliandola fuori da Tientsin. L'11 giugno 1900 Beatty e 150 uomini della HMS Barfleur sbarcarono come parte di una forza di 2 400 uomini per difendere Tientsin dai 15 000 cinesi delle truppe dei Boxer. Il 16 giugno 1900 i forti Taku furono bombardati e catturati per assicurarsi che le navi potessero ancora raggiungere il porto. Intensi combattimenti scoppiarono in tutta la parte straniera della città ealla stazione e Beatty rimase ferito. Prese in seguito parte all'operazione per salvare la brigata navale e l'8 novembre 1900 fu promosso capitano di vascello. Beatty ritornò poi in Inghilterra, dove ebbe bisogno di un'operazione per riprendere l'uso del braccio sinistro.

### Matrimonio
Beatty era ritornato a casa dalla campagna in Sudan ma aveva trovato la vita in Irlanda nella casa di famiglia non di suo gusto e rimase quindi col fratello a Newmarket, nel Suffolk. La posizione gli permetteva buoni terreni di caccia e l'accesso a molte case aristocratiche della zona, dove il suo recente eroismo lo rendeva un ospite onorato. Un giorno, durante la caccia, incontrò Ethel Tree, figlia del fondatore dei grandi magazzini di Chicago Marshall Field. Beatty si invaghì subito di lei, per la sua bellezza e per la sua abilità nella caccia. Il problema immediato era però che Ethel era già sposata con Arthur Tree e con un figlio, Ronald.
Durante la ribellione dei Boxer, la coppia si era all'inizio scambiata lettere, che Beatty firmava come 'Jack', dato che Ethel era ancora una donna sposata ed era meglio agire con discrezione. Ethel iniziò un rapporto con un altro uomo e lo scambio di lettere cessò, ma al ritorno di Beatty lei gli mandò un telegramma e una lettera per invitarlo a riprendere la loro amicizia. Beatty non rispose fino all'intervento al braccio del settembre 1900, quando scrisse "Sono tornato dalla Cina col cuore pieno di rabbia, e giurai di non importarmene se non ti avessi mai più rivisto, o se fossi stato ucciso. E ora sono arrivato alla ferma determinazione di non vederti mai più...Purtroppo continuerò ad amarti fino alla fine...Per me sarai sempre una regina, anche se non sempre mia, Addio."

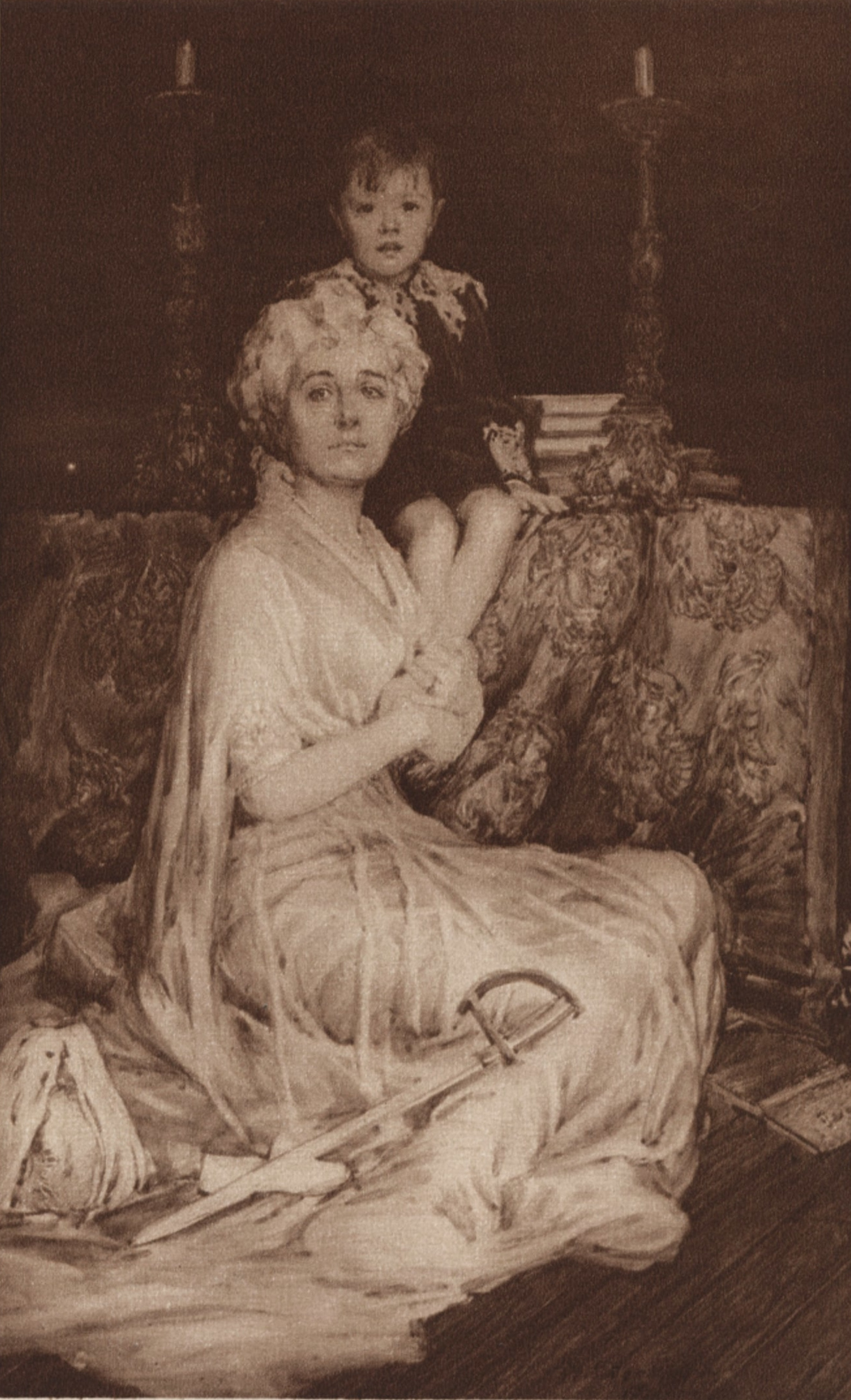
Lady Beatty con il figlio minore, 1915. Lady Beatty era stata recentemente invitata come ospite d'onore ad un pranzo dato dalla regina Mary per le mogli americane di inglesi illustri. Da un ritratto su avorio di Mira Edgerly.

Nonostante questo allontanamento, la coppia s'incontrò di nuovo durante una caccia alla volpe e riprese una relazione discreta. Marshall Field all'inizio non era stato colpito dall'idea dell'impecunioso Beatty come futuro genero, ma fu persuaso dalla sua reputazione eroica, dalla notevolmente rapida carriera e dalle possibilità future. C'era la possibilità che Field potesse revocare il precedente accordo fatto con la figlia al primo matrimonio, che avrebbe significato nessun mezzo di supporto per la nuova coppia. Anche il padre di Beatty non era favorevole all'unione, avendo paura che il figlio avrebbe avuto le stesse difficoltà vissute da lui con una donna sposata, ma con il rischio aggiuntivo della fama di entrambi e della possibilità che si scoprisse la sua illegittimità. Beatty si spinse così in là da consultare un veggente, Mrs. Roberts, che predisse un buon risultato per l'unione. Ethel scrisse ad Arthur, dicendogli che era sua ferma intenzione di non vivere mai più con lui come moglie, senza però specificare una specifica ragione o persona. Arthur acconsentì a cooperare e firmò negli Stati Uniti le carte per il divorzio, che fu garantito il 9 maggio 1901, sulla base di diserzione. Beatty e Ethel si sposarono il 22 maggio 1901 all'ufficio dell'anagrafe di Hanover Square, a Londra, senza alcun familiare al seguito. Anche se Arthur Tree era esso stesso parte di una famiglia americana abbiente, dovette aggiustarsi alle nuove circostanze, che non prevedevano più il supporto finanziario di Ethel. Decise di rimanere a vivere in Inghilterra con il figlio Ronald, che non si riconcigliò mai con la madre, perché pensava che questa avesse abbandonato il padre, ma più in là negli anni iniziò a farle visita e divenne amico di Beatty. Ronald divenne poi membro del parlamento e durante la seconda guerra mondiale fu il collegamento tra i governi britannico e americano, prestando la casa di campagna, Ditchley Park, vicino a Oxford, nei weekend a Winston Churchill quando le sue residenze ufficiali furono considerate non più sicure. Beatty e Ethel andarono a vivere a Hanover Lodge, a Regent's Park.
La coppia ebbe due figli, David Field Beatty, II conte Beatty, (1905–1972), nato nel Palazzo Capua di Malta, e l'On. Peter Randolph Louis Beatty, (1910–1949). Il matrimonio con una ricca ereditiera garantì a Beatty un'indipendenza che la maggior parte degli altri ufficiali non aveva. Si riporta che la moglie abbia risposto, dopo che il marito era stato minacciato di un'azione disciplinare per aver sforzato i motori della sua nave, "Cosa? Sottoporre a corte marziale il mio David? Comprerò loro una nave nuova."

### Promozione
Nel maggio 1902 fu dichiarato pronto per riprendere il mare e il 2 giugno fu nominato capitano dell'incrociatore HMS Juno, passando due mesi in esercitazioni con la Channel Fleet, al comando dell'ammiraglio Sir Arthur Wilson, prima di unirsi alla Mediterranean Fleet. Beatty lavorò duramente per aumentare l'efficienza della nave, così, quando il 19 dicembre 1902 lasciò la nave, era tra le migliori come artiglieria e altri aspetti che erano motivo di competizione tra le navi della flotta. Ethel decise di non voler rimanere indietro e quindi affittò il Palazzo Capua a Malta, la base della Mediterranean Fleet, dove divenne parte dell'alta società dell'isola.
Nel novembre 1903 Beatty prese il comando dell'incrociatore HMS Arrogant e dall'ottobre 1904 fu trasferito sull'incrociatore HMS Suffolk, sempre nel Mediterraneo. Nel 1906 divenne poi consigliere navale dell'Army Council e, dopo essere stato nominato aiutante di campo del re il 5 novembre 1908, nel dicembre 1908 fu nominato comandante della corazzata HMS Queen dell'Atlantic Fleet. Alla richiesta di Alfred Winsloe, il Quarto Lord del Mare, il 1 gennaio 1910 fu promosso retroammiraglio con una speciale dispensa del consiglio, perché non era ancora passato il tempo richiesto col grado di capitano di vascello. Ricevette l'offerta di servire come secondo in comando dell'Atlantic Fleet, ma rifiutò e chiese invece un posto nella Home Fleet. Siccome il posto nell'Atlantic Fleet era un posto di comando di rilievo, l'Ammiragliato fu fortemente colpito negativamente dalla scelta e questa decisione quasi gli costò la carriera. Beatty, come eroe di guerra rapidamente asceso gerarchicamente, senza problemi finanziari e con un certo livello di supporto da parte della corte, si sentì più sicuro di altri ufficiali nel rimanere fermo sulla richiesta fatta di poter servire vicino a casa. Si stava avvicinando ai due anni a mezza paga (che lo avrebbero automaticamente portato ad un ritiro dalla marina), quando l'8 gennaio 1912 la sua carriera fu salvata dal nuovo Primo Lord dell'Ammiragliato, Winston Churchill. Churchill aveva incontrato Beatty quando questo era il comandante di una cannoniera sul Nilo di supporto alla battaglia di Omdurman, nella quale Churchill aveva servito come ufficiale di cavalleria. Una storia probabilmente apocrifa racconta che quando Beatty entrò nell'ufficio di Churchill all'Ammiragliato, questi lo squadrò e disse "Voi sembrate molto giovane per essere un ammiraglio." Impassibile, Beatty avrebbe risposto "E voi sembrate molto giovane per essere il Primo Lord." Churchill, che aveva solo 38 anni nel 1912, lo prese subito in simpatia e fu nominato Naval Secretary.

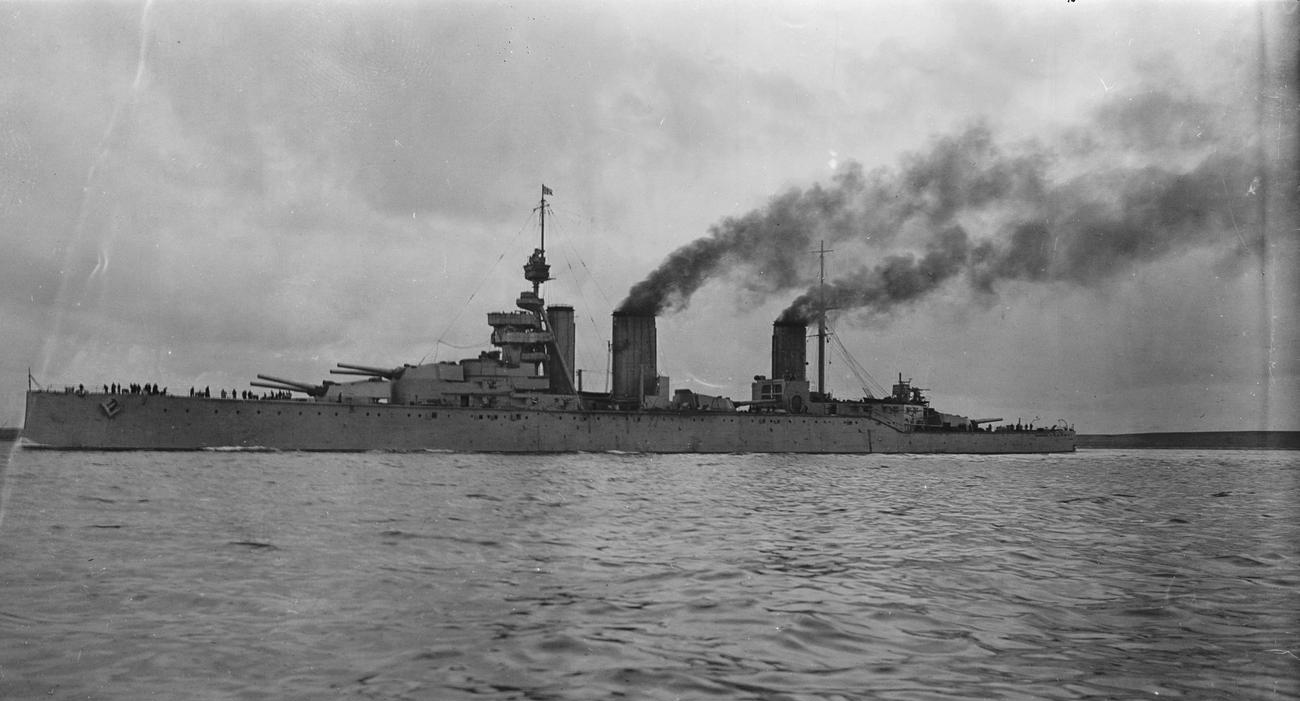
L'incrociatore da battaglia HMS Lion, ammiraglia del 1st Battlecruiser Squadron durante la prima guerra mondiale

Il 1 marzo 1913 Beatty divenne il comandante del 1st Battlecruiser Squadron. Beatty arrivò in ritardo al nuovo incarico, avendo deciso di non accorciare una vacanza a Monte Carlo. Al suo arrivo, si mise a scrivere ordini chiari che la squadra avrebbe dovuto seguire. Annottò che "I capitani...per essere efficaci devono possedere in maniera marcata iniziativa, risorse, determinazione e nessuna paura di accettare le responsabilità". Continuando "...come regola le istruzioni saranno molto generiche così da evitare l'interferenza con il giudizio e l'iniziativa dei capitani...L'ammiraglio si affiderà ai capitani, che usando tutte le informazioni a loro disposizione dovrebbero capire rapidamente la situazione e anticipare le sue richieste, usando la loro discrezione in casi di circostanze mai viste prima...". Questo approccio di Beatty era contrario a quello di molti nella marina, che pensavano che le navi dovessero sempre essere strettamente controllate dall'ammiraglio in comando, e ricordava a molti delle riforme tentate dall'ammiraglio George Tryon. L'ammiraglio aveva infatti tentato di introdurre una maggiore indipendenza e iniziativa tra i suoi capitani, che pensava sarebbe stata essenziale nella confusione di una vera situazione bellica, ma ironicamente rimase ucciso in un incidente causato da due capitani che obbedirono a ordini precisi, ma incorretti, dello stesso Tryon.
Beatty scelse come tenente di bandiera il tenente Ralph Seymour, anche se questo gli era sconosciuto. Seymour aveva connessioni aristocratiche, che potrebbero avere spinto Beatty alla sua scelta, dato che era sempre in cerca di connessioni nella società, ma va segnalato anche che la sorella di Seymour era una cara amica della moglie di Churchill. Incarichi dati per amicizia o comodità erano comuni nel periodo, ma la particolarità della scelta di Beatty risiedeva nella relativa inesperienza di Seymour come ufficiale segnalatore, che in seguito portò a difficoltà in battaglia.

### Prima guerra mondiale
Alla vigilia della Prima guerra mondiale, nel 1914, Beatty fu nominato Cavaliere Commendatore dell'Ordine del Bagno, fu promosso viceammiraglio nel febbraio 1915 e un mese dopo ricevette il comando della Battle Cruiser Fleet. Il 9 agosto dello stesso anno gli fu confermato il rango di viceammiraglio e condusse in battaglia il 1st Battlecruiser Squadron nelle azioni della baia di Heligoland (1914), Dogger Bank (1915) e dello Jutland (1916).
La battaglia dello Jutland si provò essere decisiva nella carriera di Beatty, nonostante la perdita di due incrociatori da battaglia. Fu riportato che Beatty abbia detto (al suo capitano, Ernle Chatfield, poi primo lord del mare negli anni '30), "there seems to be something wrong with our bloody ships today" ovvero "Sembra esserci qualcosa di sbagliato oggi con le nostre dannate navi", dopo che due di queste erano esplose in mezz'ora durante la battaglia. In ogni caso le azioni di Beatty ebbero successo nello spingere la Hochseeflotte verso la Grand Fleet britannica.

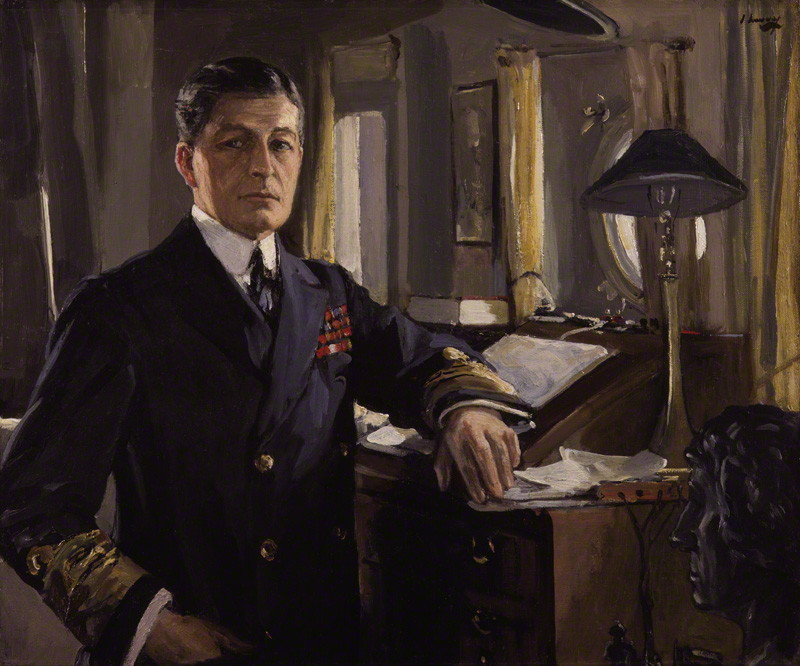
David Richard Beatty, olio su tela di John Lavery,1917.

Nel dicembre 1916 Beatty succedette l'ammiraglio John Jellicoe come comandante in capo della Grand Fleet e ricevette la promozione ad interim ad ammiraglio. Con il suo stile accattivante era il contrario del suo predecessore. Al tempo il matrimonio di Beatty stava fallendo disastrosamente e come risultato per un decennio Beatty e Eugénie Godfrey-Faussett, moglie del capitano Bryan Godfrey-Faussett, ebbero una storia d'amore. Sotto il comando di Beatty la Grand Fleet mantenne il controllo del Mare del Nord fino alla fie della guerra.
Nel novembre 1918 Beatty scortò la Hochseeflotte a Scapa Flow, dando l'ordine dalla sua ammiraglia, la HMS Queen Elizabeth, che "la bandiera tedesca fosse ammainata al tramonto e non fosse più issata, se non con esplicito permesso". Questo ordine non era legale, dato che la flotta rimaneva di proprietà del governo tedesco, essendo stata internata e non essendosi mai arresa, ma Beatty lo fece ugualmente eseguire.

### Primo Lord del Mare

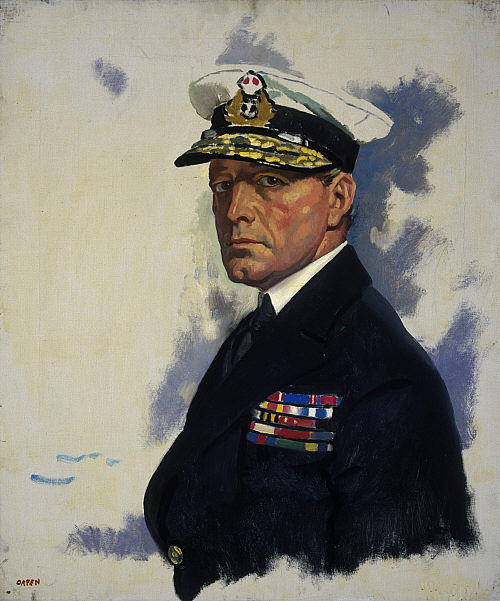
David Beatty, 1st Conte Beatty, olio su tela di William Orpen, 1919

Il 1 gennaio 1919 Beatty fu promosso ammiraglio e nel 1 maggio dello stesso anno ammiraglio della flotta. Il 18 ottobre 1919 fu creato I conte Beatty, visconte Borodale e barone Beatty del Mare del Nord e Brooksby. Il 1 novembre 1919 divenne primo lord del mare. Con queste vesti partecipò ai negoziati del trattato navale di Washington del 1922 in cui si decise che Stati Uniti, Regno Unito e Giappone dovessero avere le proprie marine con una proporzione di 5:5:3, e Francia e Italia flotte ancora più piccole.
Durante il primo governo laburista del 1924, con il Giappone sempre più ostile, Beatty forzò il comitato di Clynes a continuare la costruzione della base navale di Singapore. Beatty scrisse per l'occasione, ma non spedì, una minaccia di rassegnare le dimissioni. Il governo stava cercando di tagliare il numero degli incrociatori in costruzione e gli altri lord del mare dissero che la costruzione della classe Kent era da attribuirsi alla spinta di Beatty, anche se in realtà probabilmente fu un fattore importante anche il desiderio del governo di alleviare la disoccupazione nei cantieri navali.

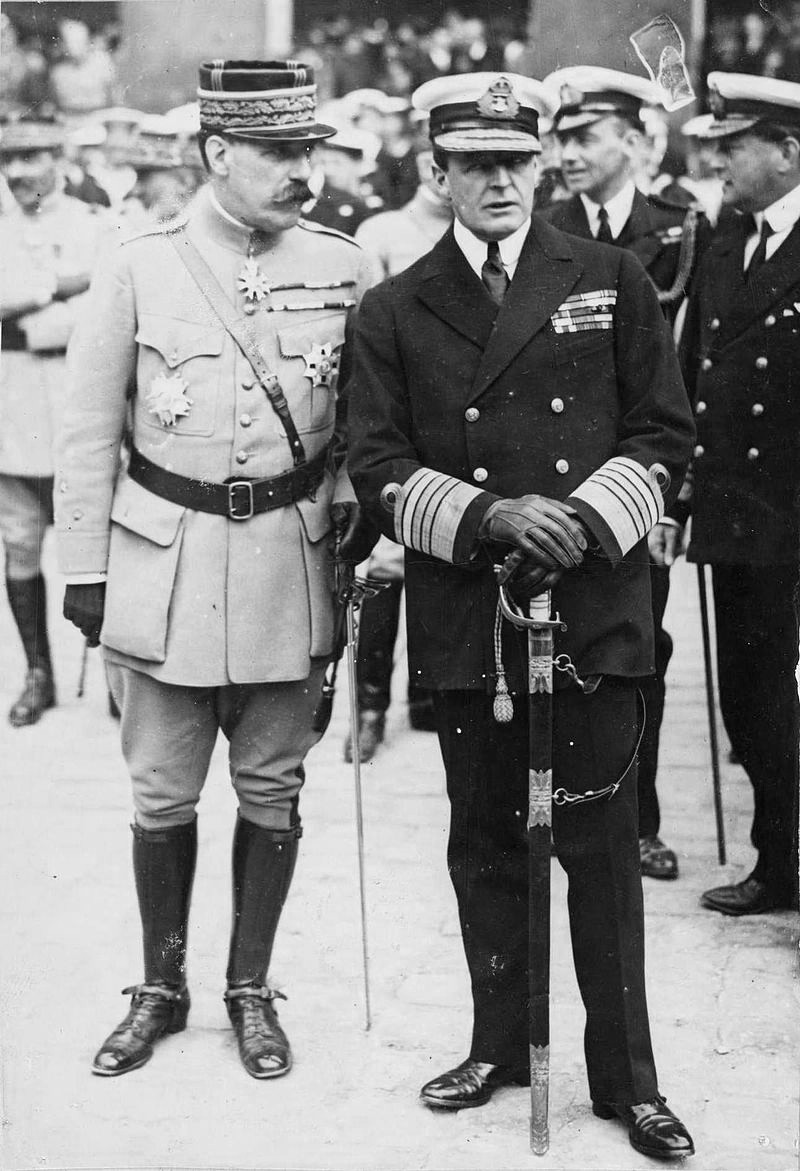
Il generale francese Pierre Berdoulat, governatore di Parigi, e l'ammiraglio della flotta David Beatty a Parigi.

Anche se ci furono altre voci di possibili dimissioni, Beatty rimase in ufficio fino all'autunno 1924, quando i conservatori presero il potere. Supportato dal primo lord dell'ammiragliato William Bridgeman, si scontrò con il nuovo cancelliere della scacchiera, Winston Churchill, ancora per il numero di incrociatori necessari alla Royal Navy. A questo punto della carriera Churchill era opposto a quella che vedeva come una spesa militare eccessiva. Questo può sembrare strano in luce della sua precedente e successiva reputazione, ma negli anni venti nessuna grande guerra sembrava all'orizzonte. in questo periodo Beatty combatté duramente anche perché la responsabilità dell'aviazione navale tornasse dalla Royal Air Force alla Royal Navy.
Nel 1926 Beatty fu considerato per il posto di governatore generale del Canada, ma fu rifiutato dal segretario coloniale Leo Amery perché aveva "poche maniere e un'impossibile moglie americana".
Al tempo del suo pensionameto dalla Royal Navy, nel luglio 1927, spese molto tempo nell'organizzazione della conferenza navale di Ginevra, anche se Beatty stesso non fu presente, dato che era rimasto a Londra per supervisionare l'invio di forze armate contro il malcontento nazionalista in Cina ed Egitto. Il suo ultimo giorno di lavoro (il 30 luglio) partecipò ad un gabinetto nel quale Bridgeman riportò il collasso della conferenza di Ginevra a causa del rifiuto americano di accettare qualsiasi cannone più piccolo del calibro 203 mm per gli incrociatori. Dopo aver lasciato l'ufficio si congratulò con Bridgeman per aver fatto sì che gli Americani non fossero riusciti a "prendere comando del mare a qualsiasi costo". Il 25 luglio 1927 Beatty fu nominato membro del consiglio privato. Stephen Roskill scrisse che Beatty e il suo discepolo Chatfield meritano complimenti per la relativa prontezza della Royal Navy nel 1939 ma che il suo più grande traguardo fu quello di aver mantenuto alto il morale della marina anche in tempi di seri tagli alla spesa per la difesa e che senza la sua forte leadership la Royal Navy avrebbe potuto soffrire di molti altri episodi come l'ammutinamento di Invergordon del 1931.

### Pensione e morte
Beatty passo la maggior parte della sua vita a terra nel Leicestershire e visse a Brooksby Hall e a Dingley Hall. Nel luglio 1930 denunciò alla camera dei lord il trattato navale di Londra come "un grande e deplorevole errore al quale stiamo per sottometterci firmando per dare via la potenza marittima sulla quale fu creato l'impero britannico". Beatty dichiarò anche che "se un uomo sano di mente costruisce un edificio o accumula grandi fortune, li difende con un'assicurazione. La marina è la compagnia assicurativa dell'unità economica dell'impero. Sotto il trattato navale di Londra la marina sarà totalmente ed interamente inadeguata a garantire quell'assicurazione".

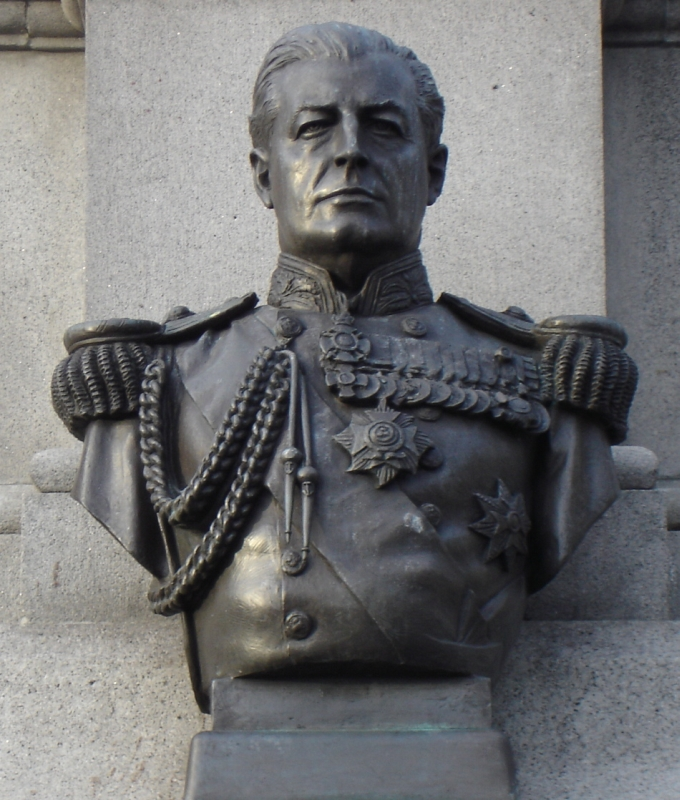
Busto di Beatty di William McMillan a Trafalgar Square, a Londra. Le due fontane presenti furono riprogettate come memoriali per Beatty e Jellicoe.

Il vecchio superiore di Beatty, l'ammiraglio John Jellicoe, morì il 19 novembre 1935. Già ammalato di influenza e con un problema cardiaco, Beatty sfidò gli ordini dei medici e lasciò il letto per fare da necroforo al funerale, dicendo "Cosa direbbe la marina se mancassi al funerale di Jellicoe?" Era così malato che, quando il corteo superò Fleet Street, uno spettatore gli passò un bicchiere di brandy. Insistette anche nel voler essere presente al funerale di Giorgio V nel gennaio 1936. Questi atti affrettarono la sua morte. Beatty morì attorno all'una di notte del 12 marzo 1936. Al funerale di Beatty la bara fu drappeggiata con la bandiera britannica issata sulla sua ammiraglia Queen Elizabeth nel 1919. L'arcivescovo di Canterbury, Cosmo Lang, disse "in lui sembrò essere tornato qualcosa dello spirito di Nelson". Il primo ministro, Stanley Baldwin, chiese alla camera dei comuni di far erigiere un memoriale pubblico per Beatty, ma nessuna decisione fu presa fino a dopo la fine della seconda guerra mondiale, quando il 21 ottobre 1948 due busti di Beatty e Jellicoe furono svelati a Trafalgar Square in occasione del memoriale della battaglia di Trafalgar.
Beatty aveva richiesto nel suo testamento che fosse sepolto al lato della moglie Ethel a Dingley, fu però inumato nella cattedrale di St Paul e quindi la doppia tomba nella chiesa di Dingley contiene solo il corpo della moglie.

## Valutazione dell'operato durante la battaglia dello Jutland
Sono stati identificati un certo numero di importanti errori commessi da Beatty nel dispiegamento della sua squadra durante la battaglia dello Jutland:
- Fallì nell'ingaggiare la squadra di incrociatori da battaglia tedeschi con tutte le sue navi, buttando così via la superiorità numerica di due a uno e combattendo invece uno contro uno. Beatty ricevette il comando del 5th Battle Squadron per rimpiazzare una squadra di incrociatori da battaglia lontani per una missione d'addestramento. Questa squadra era composta da quattro delle più potenti corazzate nel mondo, ma fu posizionata così distante dal resto degli incrociatori che fu impossibilitata a prendere parte alla maggior parte del combattimento contro la squadra di incrociatori da battaglia dell'ammiraglio Hipper.
- Beatty non sfruttò il vantaggio di avere cannoni con una gittata più lunga di quelli del nemico e di avere quindi più tempo per colpirli. Al punto in cui i tedeschi aprirono il fuoco con accuratezza per la loro gittata massima, le navi di Beatty stavano ancora manovrando e alcune non riuscivano a vedere il nemico a causa del loro stesso fumo e quasi nessuna di queste ebbe in precedenza un periodo di tempo lungo con una rotta fissa per poter determinare la distanza dei bersagli. Come risultato le navi tedesche ebbero un'importante vantaggio nei primi colpi, con ovvi benefici.
- Non si assicurò che i segnali mandati alle sue navi fossero mandati correttamente e ricevuti dalle navi. I segnali persi si aggiunsero alla confusione della battaglia e fecero perdere alcune opportunità durante la battaglia. Questo problema si era già verificato in scontri precedenti, sempre per colpa dello stesso ufficiale segnalatore, ma nessun cambio fu fatto. Anche se Beatty avrebbe dovuto attuare come una forza di scoperta veloce e corazzata per riportare a Jellicoe l'esatta posizione dei tedeschi o di mantenere il contatto con la flotta tedesca mentre si ritirava verso la Grand Fleet, fallì in questo scopo. La posizione dei tedeschi era un'informazione importante per Jellicoe per sapere come far muovereal meglio la flotta principale. Nonostante questa mancanza, Jellicoe riuscì nel posizionare le sue navi in un punto favorevole, facendo affidamento ad altri incrociatori più vicini per conoscere la posizione della Hochseeflotte, ma dovendo prendere così molte decisioni all'ultimo minuto.
- In aggiunta, l'efficienza dell'artiglieria delle navi di Beatty era generalmente scarsa rispetto al resto della flotta. Questo era in parte conseguenza della loro stanza a Rosyth, invece che a Scapa Flow col resto della flotta, dal momento che le possibilità di allenare l'artiglieria a Rosyth erano limitate, ma questo problema era stato evidenziato mesi prima della battaglia e Beatty non aveva fatto nulla per correggerlo.

Dopo la guerra fu preparato dall'Ammiragliato, sotto il primo lord del mare Rosslyn Wemyss, un rapporto della battaglia. Prima che questo fosse pubblicato, Beatty stesso fu nominato Primo Lord del mare e immediatamente richiese rettifiche al rapporto. Quando gli autori si rifiutarono di modificarlo, ordinò che fosse distrutto e invece preparò un secondo rapporto, in cui fu molto critico nei confronti di Jellicoe. Come risultato scoppiò un considerabile battibecco, con un significativo numero di addetti ai lavori che non furono mai  d'accordo con la versione pubblicata, tra cui l'ammiraglio Reginald Bacon, che scrisse un suo libro personale sulla battaglia, opponendosi alla versione di Beatty e criticandolo per la sua partecipazione nella battaglia. Oltre ad incoraggiare attivamente la pubblicazione di libri ed articoli progettati per tessere le sue lodi e denigrare le scelte di Jellicoe, dopo il pensionamento Beatty assistette alla preparazione del poema "The Epic of Jutland" da 5200 versi, scritto da Shane Leslie.

## Onorificenze
L'aspetto attuale della barra dei nastri di Beatty

### Onorificenze britanniche
David Beatty fu investito dei titoli di Conte Beatty, Visconte Borodale di Wexford nella contea di Wexford, Barone Beatty del Mare del Nord e di Brooksby nella contea di Leicester il 18 ottobre 1919. Beatty inoltre ricevette la Freedom of the City of London il 16 giugno 1919 nella stessa cerimonia di Lord Haig. Nel giugno 1920 la Great Central Railway diede il nome Earl Beatty ad una delle nuove locomotive espresse con rodiggio 4-6-0, la no. 1164 della classe 9P (classe B3 LNER). Portò questo nome fino al ritiro, avvenuto nel settembre 1947.

## Citazioni
(Tenente W. S. Chalmers, ufficiale di navigazione in seconda della HMS Lion alla battaglia dello Jutland.)
(Capitano Ernle Chatfield, comandante della HMS Lion alla battaglia dello Jutland.)